# Reclining Figure
Ne doit pas être confondu avec en:Reclining Figure 1938.
Reclining Figure est une sculpture en bronze créée en 1951 par Henry Moore. L'œuvre, un nu féminin couché,  est visible depuis  2000 dans les jardins des Tuileries, à Paris, France.

## Localisation
La sculpture est installée en 2000, en même temps qu'une douzaine d'autres œuvres contemporaines, dans les jardin des Tuileries.
Au pied de l'escalier qui mène au musée de l'Orangerie
,
elle remplace L'Hommage à Cézanne  d'Aristide Maillol, maintenant visible  dans une autre partie du jardin.